# Joyce (Name)
Joyce ist ein weiblicher und (selten) männlicher Vorname sowie ein Familienname.

## Namensträger

### Vorname
- Joyce Beatty (* 1950), US-amerikanische Politikerin
- Joyce Bryant (1927–2022), US-amerikanische Sängerin und Schauspielerin
- Joyce Cary (1888–1957), irischer Schriftsteller
- Joyce Chepchumba (* 1970), kenianische Langstreckenläuferin
- Joyce Green (* 1940), US-amerikanische Rockabilly-Musikerin
- Joyce Ilg (* 1983), deutsche Schauspielerin, Moderatorin und Synchronsprecherin
- Joyce Jonathan (* 1989), französische Sängerin und Songschreiberin
- Joyce Johnson (* 1935), US-amerikanische Schriftstellerin
- Joyce King (1920–2001), australische Sprinterin
- Joyce Mandel (1950–2016), US-amerikanische Schauspielerin und Model
- Joyce Meyer (* 1943), US-amerikanische Autorin
- Joyce Moreno (* 1948), brasilianische Sängerin
- Joyce Carol Oates (* 1938), US-amerikanische Schriftstellerin
- Joyce Redman (1918–2012), irische Schauspielerin
- Eileen Joyce Rutter (* 1945), britische Schriftstellerin
- Joyce Sims (1959–2022), US-amerikanische R&B- und Dance-Sängerin, Pianistin und Songwriterin
- Joyce Wein (1928–2005), US-amerikanische Musik- und Festivalmanagerin

### Familienname
- Alan Joyce (* 1966), irisch-australischer Manager
- Alice Joyce (1890–1955), US-amerikanische Schauspielerin
- Archibald Joyce (1873–1963), britischer Komponist
- Barnaby Joyce (* 1967), australischer Politiker
- Bob Joyce (Baseballspieler) (Robert Emmett Joyce; 1915–1981), US-amerikanischer Baseballspieler
- Bob Joyce (* 1936), australischer Leichtathlet, siehe James Joyce (Leichtathlet)
- Bob Joyce (Robert Thomas Joyce; * 1966), kanadischer Eishockeyspieler
- Bob Joyce (Filmeditor), Filmeditor und -produzent
- Bob Joyce (Schauspieler), Schauspieler
- Brenda Joyce (Schauspielerin) (1917–2009), US-amerikanische Schauspielerin
- Brenda Joyce (Autorin) (* 1954), US-amerikanische Schriftstellerin
- Carey Joyce (1922–2010), irischer Politiker
- Charles Herbert Joyce (1830–1916), US-amerikanischer Politiker
- Colin Joyce (* 1994), US-amerikanischer Radrennfahrer
- David Joyce (* 1957), US-amerikanischer Politiker
- David Oliver Joyce (* 1987), irischer Boxer
- Dick Joyce (* 1946), neuseeländischer Ruderer
- Dominic Joyce (* 1968), britischer Mathematiker
- Don Joyce (Footballspieler) (1929–2012), US-amerikanischer American-Football-Spieler
- Don Joyce (Musiker) (1944–2015), US-amerikanischer Musiker und Radiomoderator
- Dru Joyce (* 1985), US-amerikanischer Basketballspieler
- Edward Michael Joyce (1904–1964), neuseeländischer Geistlicher, Bischof von Christchurch
- Eileen Joyce (1912–1991), australische Pianistin
- Elaine Joyce (* 1945), US-amerikanische Schauspielerin
- Ella Joyce (* 1954), US-amerikanische Schauspielerin
- Eric Joyce (Fußballspieler) (1924–1977), englischer Fußballspieler
- Eric Joyce (Politiker) (* 1960), britischer Politiker
- Eric Joyce (Footballspieler) (* 1978), US-amerikanischer American-Football-Spieler
- Eric Joyce (Eishockeyspieler) (* 1978/1979), US-amerikanischer Eishockeyspieler und -funktionär
- Ernest Joyce (1875–1940), britischer Seemann und Antarktisforscher
- Gerald Joyce (* 1956), US-amerikanischer Biochemiker
- Graham Joyce (1954–2014), britischer Schriftsteller
- James Joyce (Politiker) (1870–1931), US-amerikanischer Politiker
- James Joyce (Rugbyspieler), australischer Rugby-Union-Spieler
- James Joyce (1882–1941), irischer Schriftsteller
- James Joyce (Leichtathlet) (Bob Joyce; * 1936), australischer Leichtathlet
- James Joyce (Schauspieler), Schauspieler
- James Nelson-Joyce (* 1989), britischer Schauspieler
- James Parker Joyce (1834–1903), neuseeländischer Politiker
- Jared Joyce (* 1988), südafrikanischer Eishockeyspieler
- John Joyce (Fußballspieler) (1877–1956), englischer Fußballtorhüter
- John Joyce (Schauspieler, 1939) (John Patrick Joyce; 1939–2009), britischer Schauspieler und Komiker
- John Joyce (Politiker) (* 1957), US-amerikanischer Politiker
- John Joyce (Tennisspieler), US-amerikanischer Tennisspieler
- John Joyce (Eishockeyspieler) (* 1970), US-amerikanischer Eishockeyspieler
- John Joyce (Schauspieler, II), US-amerikanischer Schauspieler
- John Joe Joyce (Johnny Joyce; * 1987), irischer Boxer
- Johnny Joyce (Leichtathlet) (John F. Joyce; 1876–1957), irisch-US-amerikanischer Leichtathlet
- Johnny Joyce (Musiker) (John Joyce; 1933–2004), britischer Folkmusiker
- Joseph Joyce (* 1985), britischer Boxer
- Justine Joyce (* 1974), australische Ruderin
- Kahu Joyce (* 1994), neuseeländischer Eishockeyspieler
- Kara Lynn Joyce (* 1985), US-amerikanische Schwimmerin
- Keegan Joyce (* 1989), australischer Schauspieler und Sänger
- Kenyon A. Joyce (1879–1960), US-amerikanischer Generalmajor
- Kevin Joyce (Kevin Francis Joyce; * 1951), US-amerikanischer Basketballspieler
- Leilani Joyce, Geburtsname von Leilani Rorani (* 1974), neuseeländische Squashspielerin
- Mark Joyce (* 1983), englischer Snookerspieler
- Mary Ann Joyce-Walter (* 1937), US-amerikanische Komponistin und Musikpädagogin
- Matthew Joyce (* 1984), US-amerikanischer Baseballspieler
- Max Wykes-Joyce (1924–2002), britischer Literaturkritiker
- Michael Joyce (Schriftsteller) (* 1945), US-amerikanischer Schriftsteller, Anglizist und Hochschullehrer
- Michael Joyce (Tennisspieler) (* 1973), US-amerikanischer Tennisspieler und -trainer
- Mike Joyce (* 1963), britischer Schlagzeuger
- Natalie Joyce (1902–1992), US-amerikanische Schauspielerin
- Oisín Joyce (* 2005), irischer Speerwerfer
- Patrick-Paul Schwarzacher-Joyce (* 1972), irischer Skirennläufer
- Patrick Weston Joyce (1827–1914), irischer Historiker, Schriftsteller, Musiksammler und Lehrer
- Peggy Hopkins Joyce (1893–1957), US-amerikanische Schauspielerin
- Rachel Joyce (Schriftstellerin) (* 1962), britische Schauspielerin und Schriftstellerin
- Rachel Joyce (Schauspielerin, II), Schauspielerin
- Rachel Joyce (Triathletin) (* 1978), britische Triathletin
- Rebecca Joyce (* 1970), australische Ruderin
- Richard Joyce (* 1966), australischer Philosoph
- Robert Francis Joyce (1896–1990), US-amerikanischer Geistlicher, Bischof von Burlington
- Ryan Joyce (* 1985), englischer Dartspieler
- Shaham Joyce (* 1978), US-amerikanischer Popsänger
- Stanislaus Joyce (1884–1955), irischer Literaturwissenschaftler und Schriftsteller
- Steven Joyce (* 1963), neuseeländischer Politiker
- Warren Joyce (* 1965), englischer Fußballspieler und -trainer
- William Joyce (Lord Haw-Haw; 1906–1946), britischer Politiker
- William Joyce (Schriftsteller) (auch Bill Joyce; * 1957), US-amerikanischer Autor